# لوتشيانو أمارال
لوتشيانو أمارال (بالبرتغالية: Luciano Amaral da Silva Alves‏) هو لاعب كرة قدم برازيلي، ولد في 20 أكتوبر 1982 في كامبينا غراندي في البرازيل. لعب مع أبولون ليماسول وفيتوريا دي غيماريش ونادي أفاي لكرة القدم ونادي أيه بي سي ونادي باهيا ونادي بوتافغو لكرة القدم ونادي جل فيسنتي ونادي جوينفيل ونادي كريسيوما ونادي كوريتيبا ونادي ماريتيمو.

## وصلات خارجية
- لوتشيانو أمارال على موقع قاعدة بيانات كرة القدم.إي يو (الإنجليزية)
- لوتشيانو أمارال على موقع Soccerway.com (الإنجليزية)